# Aglaogonia
Aglaogonia là một chi bướm đêm thuộc họ Tortricidae.

## Các loài
- Aglaogonia eupena (Turner, 1946)
- Aglaogonia historica (Meyrick, 1920)